# Athyrium accedens
Athyrium accedens là một loài thực vật có mạch trong họ Woodsiaceae. Loài này được (Blume) Milde miêu tả khoa học đầu tiên năm 1870.